# Macropodusinae
Phân họ Cá cờ (Macropodusinae) là một phân họ gồm khoảng 108 loài cá nước ngọt thuộc họ họ Cá tai tượng. Hầu hết các loài có nguồn gốc từ châu Á.

## Các loài
- Chi Betta: 73 loài.
  - Betta akarensis Regan, 1910.
  - Betta albimarginata Kottelat & Ng, 1994.
  - Betta anabatoides Bleeker, 1851.
  - Betta antoni Tan & Ng, 2006.
  - Betta balunga Herre, 1940.
  - Betta bellica Sauvage, 1884.
  - Betta breviobesus Tan & Kottelat, 1998.
  - Betta brownorum Witte & Schmidt, 1992.
  - Betta burdigala Kottelat & Ng, 1994.
  - Betta channoides Kottelat & Ng, 1994.
  - Betta chini Ng, 1993.
  - Betta chloropharynx Kottelat & Ng, 1994.
  - Betta coccina Vierke, 1979.
  - Betta compuncta Tan & Ng, 2006.
  - Betta dimidiata Roberts, 1989.
  - Betta edithae Vierke, 1984.
  - Betta enisae Kottelat, 1995.
  - Betta falx Tan & Kottelat, 1998.
  - Betta foerschi Vierke, 1979.
  - Betta fusca Regan, 1910.
  - Betta hipposideros Ng & Kottelat, 1994.
  - Betta ibanorum Tan & Ng, 2004.
  - Betta ideii Tan & Ng, 2006.
  - Betta imbellis Ladiges, 1975.
  - Betta krataios Tan & Ng, 2006.
  - Betta livida Ng & Kottelat, 1992.
  - Betta macrostoma Regan, 1910.
  - Betta mandor Tan & Ng, 2006.
  - Betta miniopinna Tan & Tan, 1994.
  - Betta patoti Weber & de Beaufort, 1922.
  - Betta persephone Schaller, 1986.
  - Betta pi Tan, 1998.
  - Betta picta (Valenciennes, 1846).
  - Betta pinguis Tan & Kottelat, 1998.
  - Betta prima Kottelat, 1994.
  - Betta pugnax (Cantor, 1849).
  - Betta pulchra Tan & Tan, 1996.
  - Betta renata Tan, 1998.
  - Betta rubra Perugia, 1893.
  - Betta rutilans Witte & Kottelat, 1991.
  - Betta schalleri Kottelat & Ng, 1994.
  - Betta simplex Kottelat, 1994.
  - Betta smaragdina Ladiges, 1972.
  - Betta spilotogena Ng & Kottelat, 1994.
  - Betta splendens Regan, 1910: Cá lia thia
  - Betta strohi Schaller & Kottelat, 1989.
  - Betta taeniata Regan, 1910.
  - Betta tomi Ng & Kottelat, 1994.
  - Betta tussyae Schaller, 1985.
  - Betta uberis Tan & Ng, 2006.
  - Betta unimaculata (Popta, 1905).
  - Betta waseri Krummenacher, 1986.
- Chi Macropodus: 9 loài.
  - Macropodus erythropterus Freyhof & Herder, 2002: Cá cờ đỏ
  - Macropodus hongkongensis Freyhof & Herder, 2002.
  - Macropodus ocellatus (de Beaufort, 1933): Cá cờ đuôi quạt
  - Macropodus opercularis (Linnaeus, 1758): Cá cờ sọc
  - Macropodus spechti Schreitmüller, 1936: Cá cờ đen
- Chi Malpulutta: 1 loài.
  - Malpulutta kretseri Deraniyagala, 1937.
- Chi Parosphromenus: 20 loài.
  - Parosphromenus allani Brown, 1987.
  - Parosphromenus anjunganensis Kottelat, 1991.
  - Parosphromenus bintan Kottelat & Ng, 1998.
  - Parosphromenus deissneri (Bleeker, 1859).
  - Parosphromenus filamentosus (Oshima, 1919).
  - Parosphromenus linkei Kottelat, 1991.
  - Parosphromenus nagyi Schaller, 1985.
  - Parosphromenus ornaticauda Kottelat, 1991.
  - Parosphromenus paludicola Tweedie, 1952.
  - Parosphromenus parvulus Vierke, 1979.
- Chi Pseudosphromenus: 2 loài.
  - Pseudosphromenus cupanus (Cuvier, 1831).
  - Pseudosphromenus dayi (Köhler, 1908).
- Chi Trichopsis: 3 loài cá thanh ngọc
  - Trichopsis pumila (Arnold, 1936).
  - Trichopsis schalleri (Kottelat & Ng, 1994).
  - Trichopsis vittata (Cuvier, 1831).

## Hình ảnh

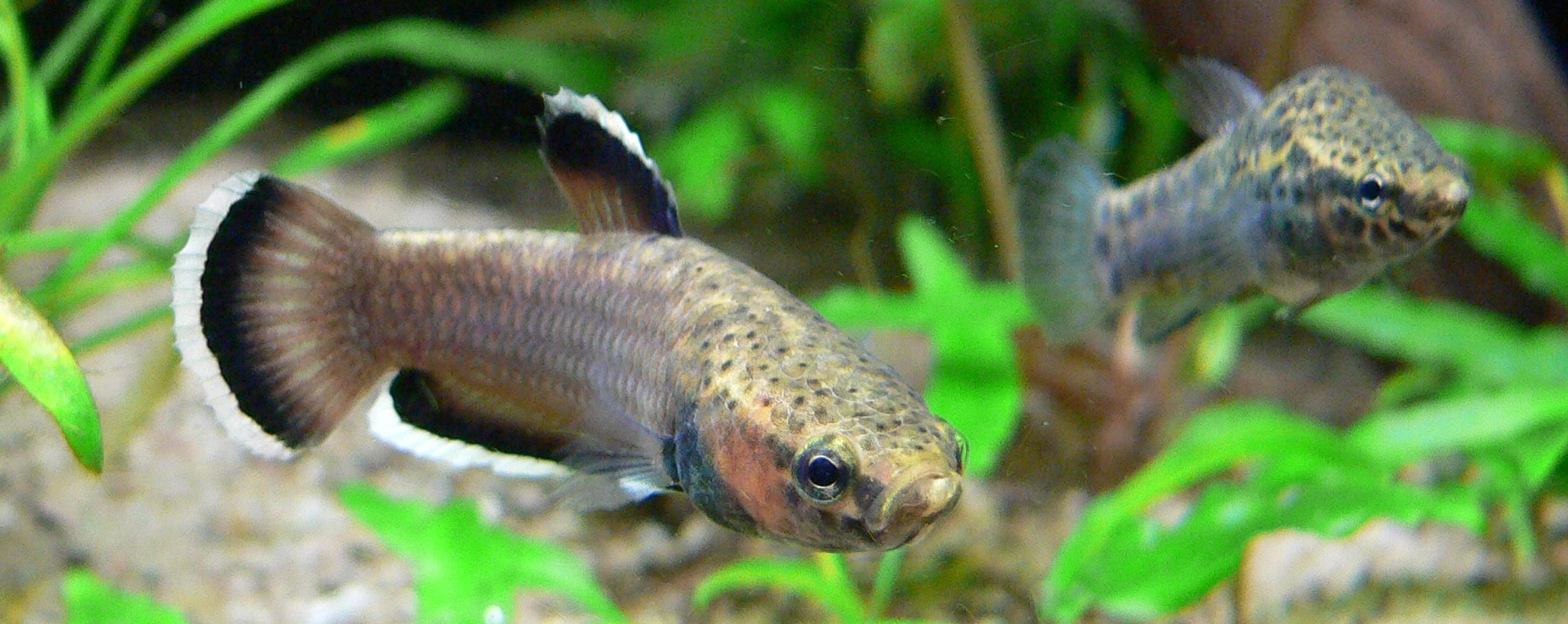
Betta albimarginata
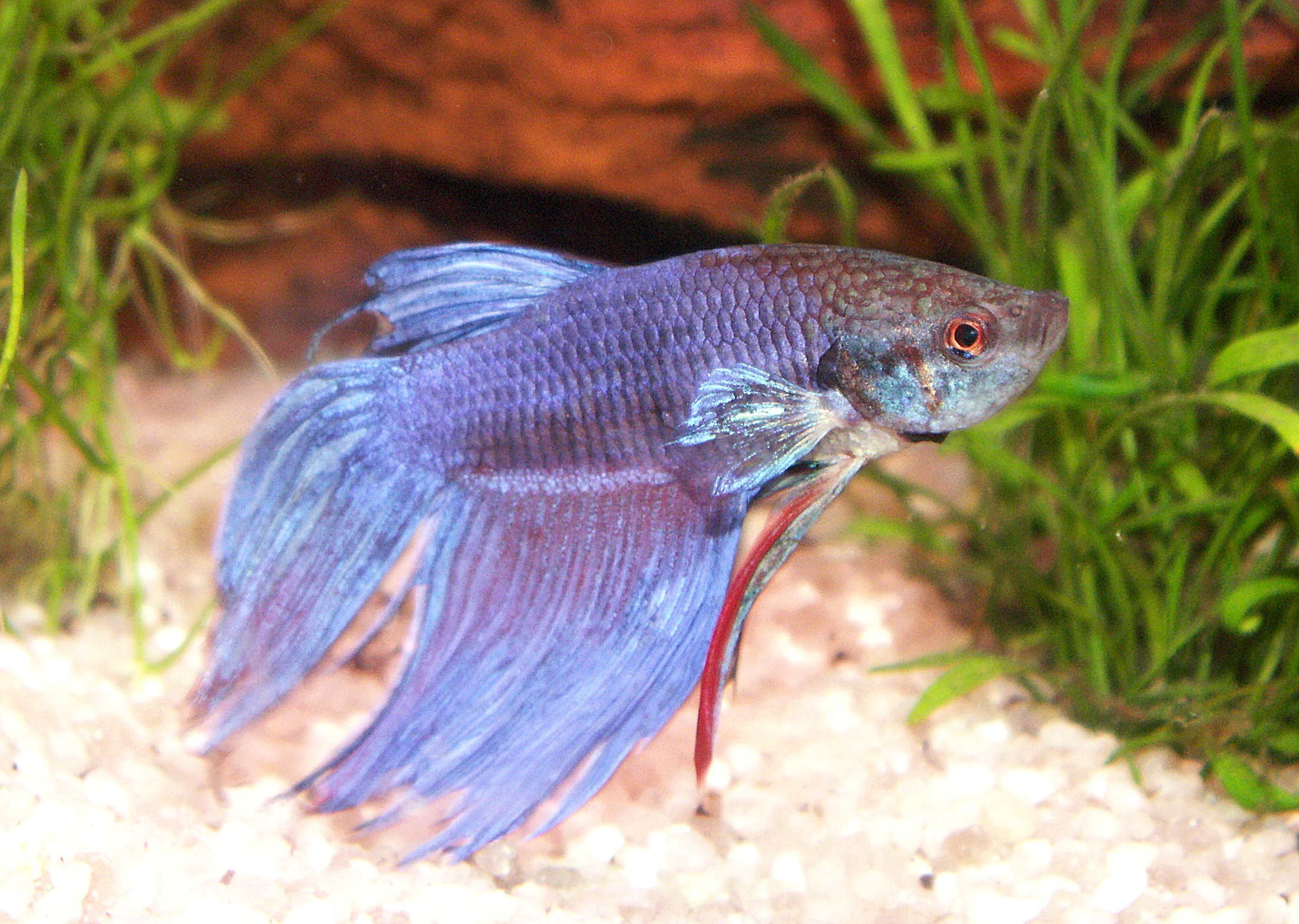
Cá xiêm (Betta splendens)
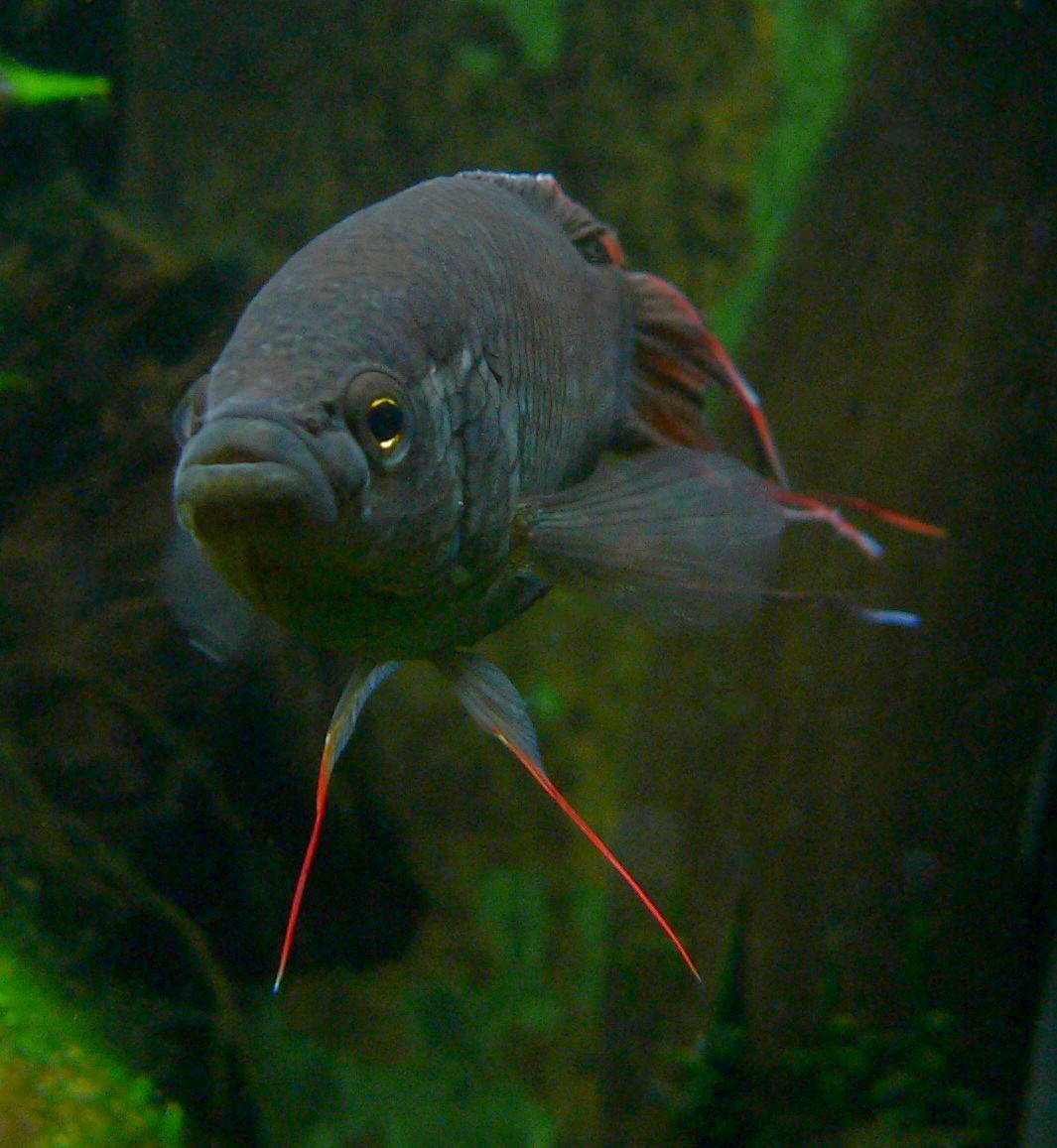
Cá cờ đỏ
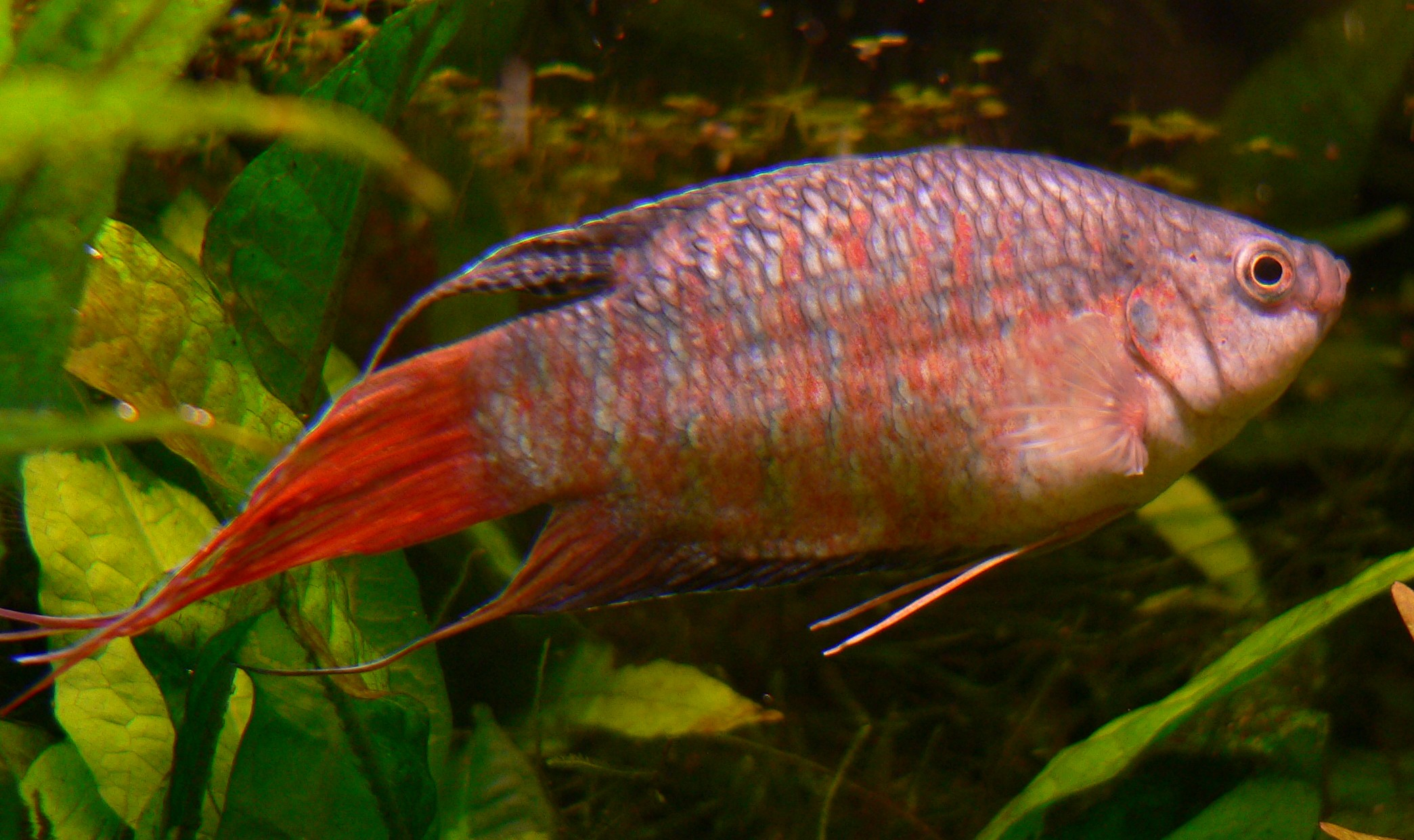
Cá cờ sọc (Macropodus opercularis)